# Boulevard Émile de Laveleye
Le boulevard Émile de Laveleye est une artère liégeoise (Belgique) du quartier des Vennes.

## Situation et accès
Il débute quai Mativa et avenue Albert Mahiels et se termine quai des Ardennes, dans le quartier administratif des Vennes.
Voies adjacentes
- Avenue Albert Mahiels
- Quai des Ardennes
- Rue de Fétinne
- Rue de Londres
- Avenue du Luxembourg
- Quai Mativa
- Rue de Paris
- Avenue Reine Élisabeth
- Rue Saint-Vincent
- Rue de Spa
- Rue Stappers
- Rue de Stavelot
- Rue des Vennes
- Rue de Verviers
- Rue de Wetzlar

## Origine du nom
Il porte le nom d'Émile de Laveleye, professeur d'économie politique à l'université de Liège.

## Historique

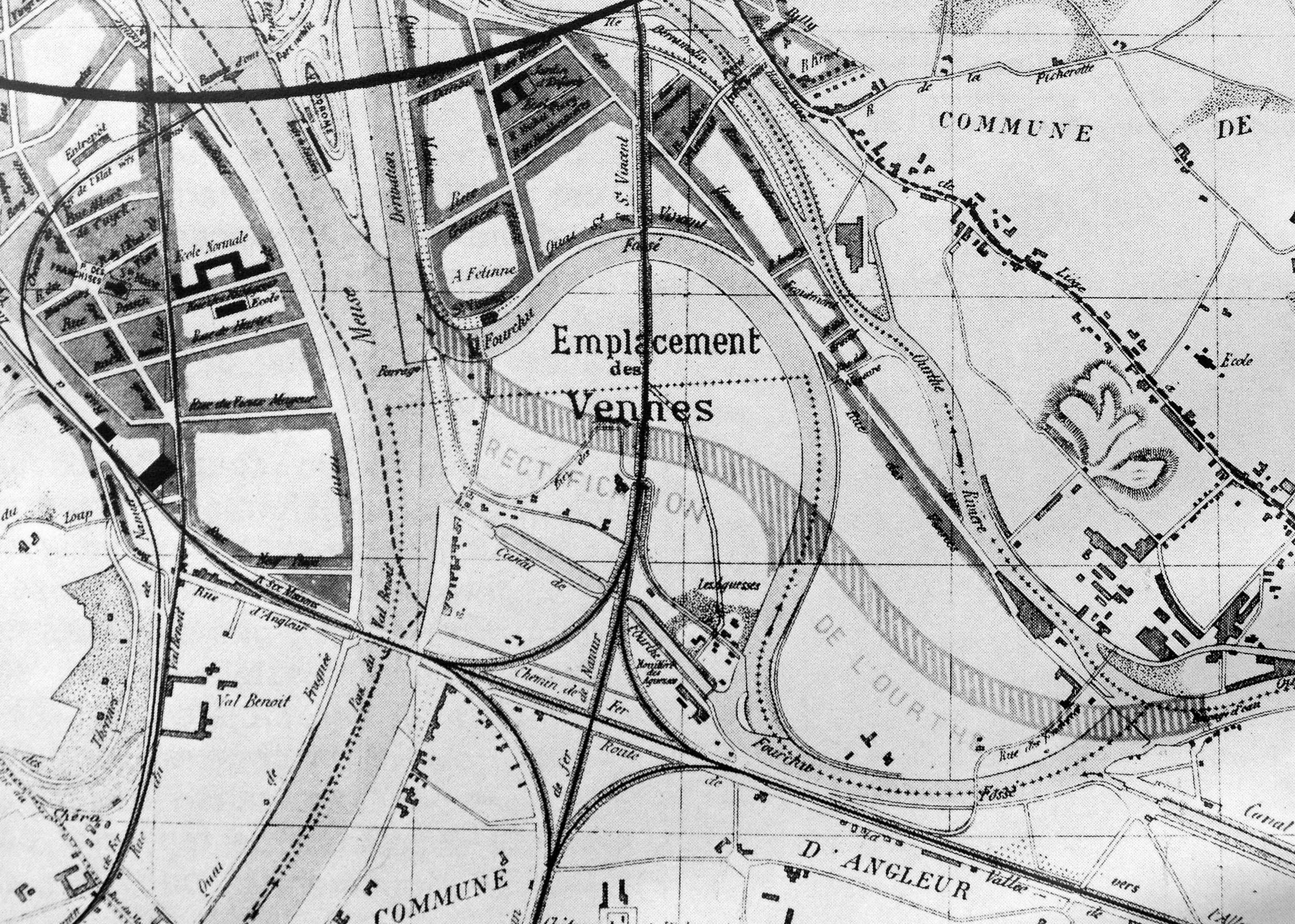
Plan de rectification du bras de l'Ourthe

Le boulevard a été créé  au début du XXe siècle, lors des importants travaux d'aménagement de la rive droite de la Meuse (fleuve), pour l'organisation de l'exposition universelle de 1905. Il suit en fait le tracé d'un ancien bras de l'Ourthe appelé « Fourchu Fossé ».

## Bâtiments remarquables et lieux de mémoire
Le boulevard Émile de Laveleye est bordé par des maisons caractéristiques de l'architecture bourgeoise du début du XXe siècle (années 1920-1930 essentiellement dont plusieurs de style Art déco) :
- architecte A. Caganus : no 115 (maison) ;
- architecte Ad. Dufays : no 12 (maison) ;
- architecte U. Roloux : no 40 (immeuble de coin, 1935) ;
- architecte J. Jorissen : nos 44 et 50 (maisons) ;
- architecte W. Moray : no 54 (maison) ;
- architecte L. Rahier : no 75 (maison) ;
- architecte F. Streel : no 71 (maison, 1936) ;
- architecte Vandenberghe : no 72 (maison) ;
- architecte W. Varlet : no 99 (maison).